# Nottoway County
Nottoway County ist ein County im Bundesstaat Virginia der Vereinigten Staaten. Im Jahr 2020 hatte das County 15.642 Einwohner und eine Bevölkerungsdichte von 19,2 Einwohnern pro Quadratkilometer. Der Verwaltungssitz (County Seat) ist Nottoway Court House.

## Geographie
Nottoway County liegt etwas südöstlich des geographischen Zentrums von Virginia und hat eine Fläche von 819 Quadratkilometern, wovon vier Quadratkilometer Wasserfläche sind. Es grenzt im Uhrzeigersinn an folgende Countys: Amelia County, Dinwiddie County, Brunswick County, Lunenburg County und Cumberland County.

## Geschichte
Gebildet wurde es 1789 aus Teilen des Amelia County.

## Demografische Daten

Alterspyramide des Nottoway County

Nach der Volkszählung im Jahr 2000 lebten im Nottoway County 15.725 Menschen. Davon wohnten 1.656 Personen in Sammelunterkünften, die anderen Einwohner lebten in 5.664 Haushalten und 3.885 Familien. Die Bevölkerungsdichte betrug 19 Einwohner pro Quadratkilometer. Ethnisch betrachtet setzte sich die Bevölkerung zusammen aus 57,16 Prozent Weißen, 40,56 Prozent Afroamerikanern, 0,13 Prozent amerikanischen Ureinwohnern, 0,39 Prozent Asiaten, 0,03 Prozent Bewohnern aus dem pazifischen Inselraum und 1,01 Prozent aus anderen ethnischen Gruppen; 0,72 Prozent stammten von zwei oder mehr ethnischen Gruppen ab. 1,58 Prozent der Bevölkerung waren spanischer oder lateinamerikanischer Abstammung.
Von den 5.664 Haushalten hatten 29,9 Prozent Kinder und Jugendliche unter 18 Jahre, die bei ihnen lebten. 48,6 Prozent waren verheiratete, zusammenlebende Paare, 15,4 Prozent waren allein erziehende Mütter, 31,4 Prozent waren keine Familien, 27,6 Prozent waren Singlehaushalte und in 14,2 Prozent lebten Menschen im Alter von 65 Jahren oder darüber. Die Durchschnittshaushaltsgröße betrug 2,48 und die durchschnittliche Familiengröße lag bei 3,00 Personen.
Auf das gesamte County bezogen setzte sich die Bevölkerung zusammen aus 22,9 Prozent Einwohnern unter 18 Jahren, 8,1 Prozent zwischen 18 und 24 Jahren, 29,3 Prozent zwischen 25 und 44 Jahren, 22,6 Prozent zwischen 45 und 64 Jahren und 17,1 Prozent waren 65 Jahre alt oder darüber. Das Durchschnittsalter betrug 39 Jahre. Auf 100 weibliche Personen kamen 106,6 männliche Personen. Auf 100 Frauen im Alter von 18 Jahren oder darüber kamen statistisch 106,6 Männer.

Das jährliche Durchschnittseinkommen eines Haushalts betrug 30.866 USD, das Durchschnittseinkommen der Familien betrug 39.625 USD. Männer hatten ein Durchschnittseinkommen von 28.533 USD, Frauen 19.718 USD. Das Prokopfeinkommen betrug 15.552 USD. 15,5 Prozent der Familien und 20,1 Prozent der Bevölkerung lebten unterhalb der Armutsgrenze. Davon waren 27,7 Prozent Kinder oder Jugendliche unter 18 Jahre und 18,4 Prozent waren Menschen über 65 Jahre.